# Myrmephytum moniliforme
Myrmephytum moniliforme är en måreväxtart som beskrevs av Anthony Julian Huxley och Jebb. Myrmephytum moniliforme ingår i släktet Myrmephytum och familjen måreväxter. Inga underarter finns listade i Catalogue of Life.